# Hugo Presch
Hugo Presch OCist (* 1865 in Wiener Neustadt; † 4. Mai 1950) war ein österreichischer Ordensgeistlicher.
Hugo Presch trat in das Stift Heiligenkreuz im Wienerwald ein und empfing 1888 die Priesterweihe. Von 1906 bis 1909 war er Pfarrer in Sittendorf und anschließend bis 1917 Pfarrer in St. Valentin-Landschach. Daraufhin wurde er Bibliothekar, Festtagsprediger und Lehrer im Neukloster zu Wiener Neustadt; er starb als Senior und Subprior.
Hugo Presch wurde 1901 in den Ritterorden vom Heiligen Grab zu Jerusalem investiert. Er war von 1940 bis 1950 kommissarischer Großprior der österreichischen Statthalterei des Ritterordens vom Heiligen Grab zu Jerusalem. Nach seinem Tode folgte 1951 Fürsterzbischof Andreas Rohracher.